# Большая Хосая
Большая Хосая (устар. Большая Хоса-Я) — река в Берёзовском районе Ханты-Мансийского автономного округа. Устье реки находится в 104 км от устья Хулги по правому берегу. Длина реки составляет 42 км. В 5 км по правому берегу впадает Олысяёль, в 8 км по левому — Нядокота.
Берега покрыты лесом, в нижнем течении — местами заболочены.

## Данные водного реестра
По данным государственного водного реестра России относится к Нижнеобскому бассейновому округу, водохозяйственный участок реки — Северная Сосьва, речной подбассейн реки — Северная Сосьва. Речной бассейн реки — (Нижняя) Обь от впадения Иртыша.
Код объекта в государственном водном реестре — 15020200112115300026028.